# および/または
および/または (英: and/or) は、接続するケースの1つまたは複数または全てが起こり得ることを示す為に使われる文法上の接続詞である。英語で用いられるが、英文の翻訳や英語の影響を受けた文書などでは日本語でも用いられる場合がある。
論理学や数学では「または」は厳密に包含的論理和 (OR) であり、「および/または」の出番は無いが、口語等で「または」が排他的論理和 (XOR) を指し得る場合、包含的論理和である旨を明示する目的で用いられる。

## 日本語の場合
日本語では「および」は並列、「または」は選択であり、「A、BおよびC」（＝AとB、C）は A, B, Cの全て、「A、BまたはC」（＝AかB、C）は A, B, Cの何れか を指すので、「A、Bおよび/またはC」（＝AやB、C）はA, B, Cの何れか一つ以上を指すことになる。「Aおよび/またはB」の場合は「A、Bの一方もしくは両方」とすると自然な日本語となる。
特許訴訟等、厳密な解釈が必要とされる文章においては、原告、被告、審決のいずれの解釈とも異なる解釈がなされた上で請求が棄却（特許維持）された事例も存在する。特許裁判事例では、『Aおよび/またはBを（其々ある範囲で）含有することを特徴とする～』に対して原告が『Aが一定範囲に入っていればBの含有量に制限（0または上限）がなく、Bが一定範囲に入っていればAの含有量に制限がないというのでは、結局AまたはBの含有量には制限が無いことになるため、記載が技術的に意味を成さない』と主張し、被告は『AまたはBが一定範囲で含まれている場合に他方（BまたはA）が際限なく含まれても良いこと等を意味するものではない』と反論した。審決では『Aが一定範囲に入っていればBを含まないと限定を付す必要はなく、Bが一定範囲に入っていればAを含まないと限定を付す必要はない』とし、最終的に特許文を『1.AおよびBを其々ある範囲で含有する　2.Aをある範囲で含有するがBを含まない　3.Bをある範囲で含有するがAを含まない』の3通りに解釈すべきとした。
また、英文契約書を翻訳する場合は、『英語の「and (or)」にあたる場合、すなわち、「又は」と「及び」の両方の意味を与えようとする場合は、現在の立法例では、原則として「又は」を使うことになっている』とされている。

## 英語の場合
英語ではこの構文は、19世紀半ばから公式文書、法律文書、ビジネス文書で使用されており、20世紀にはより広く使用されている。この構文は、スタイルが醜く、二面的であると批判されている。
英語の古典的文法書『The Elements of Style』の中で、“and/or”は、「文にダメージを与え、しばしば混乱や曖昧さにつながる装置、またはショートカット」であると言われている。『A Dictionary of Usage and Style』の中では、このフレーズを「律法主義の立場に立つ多くの人にとっては異議あり」とされている。『Revisiting the ambiguity of "and" and "or" in legal drafting』では、「結局の処、Xおよび/またはYは、X、またはY、あるいはその両方を意味している」と指摘されている。
2つの言い換えが提案されている。即ち、“x or y or both”（xまたはyまたは両方）、あるいは単なる“and”もしくは“or”への集約である。
法律文書においては特に有害である。悪意のある契約書の読み手が、“and”と“or”の何方か都合の良い方を選ぶことが出来るからである。解釈を求められた裁判所は様々な基準を適用しているが、殆ど一致していない。